# Feria de Manizales
La Feria de Manizales es la primera y la feria más grande, importante y emblemática de la ciudad de Manizales en Colombia. Alrededor de la Fiesta Taurina que atrae grandes figuras nacionales e internacionales con espectáculos propios de la auténtica Fiesta Brava, la Feria de Manizales reconocida por su temporada taurina, sus eventos, conciertos, exposiciones y por el Reinado Internacional del Café, desfiles, espectáculos musicales del folclor nacional entre muchas otras cosas que ofrece esta épica feria en su extensa programación llena de grandes eventos. Cabe resaltar que esta celebración anual es considerada una de las mejores de América.
Esta feria tiene origen español, ya que su temática está inspirada en la Feria de Abril de Sevilla en España, adoptando varias de sus costumbres, aunque también con muchas costumbres de la región cafetera; costumbres paisas, específicamente de la región andina.

## Historia

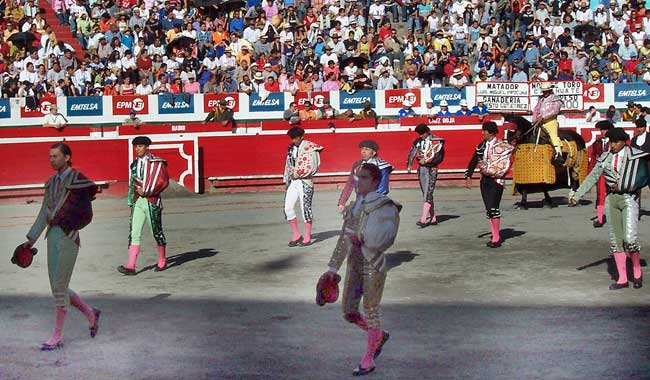
Inicio de una corrida de toros.

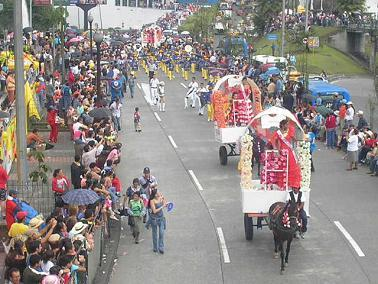
Desfile carreta del Rocío.

Si bien la Feria de Manizales reúne las tradiciones ancestrales como el toreo, es una fiesta nacida en enero de 1955, debido a que se quiso realizar una festividad similar en la ciudad, y esta propuesta fue aceptada por los manizaleños; desde 1905, apreciaban la cultura española debido a las comunidades religiosas, a los educadores y a la literatura.
De esta primera versión fue su dirigente el arquitecto José María Gómez Mejía, a quien acompañó en la preparación del certamen su señora esposa Mariela López de Gómez; siendo Alcalde de la ciudad, Mario Vélez Escobar.
La Feria de Manizales ha sido suspendida en tres ocasiones: en 1980 por los desastres causados por el terremoto del 23 de noviembre de 1979; en 1986 por la tragedia sucedida con la erupción del Volcán del Nevado del Ruiz, ocurrida el 13 de noviembre de 1985 y en 2021 por la situación mundial sanitaria a causa del COVID-19, momento en el cual, la ciudad de las puertas abiertas enfrentaba la segunda ola de contagios del virus.
La primera versión del Reinado Internacional del Café se realizó en el año 1957, año en que fue coronada su primera soberana, la panameña Analida Alfaro.
La primera reina de la Feria fue Alicia Toro Vallejo.
Como parte integral de la Feria anual de Manizales, se programó desde su origen, en 1955, la Temporada Taurina. El primer consagrado en nuestra Monumental Plaza de Toros siendo está considerada el templo de la tauromaquia en América (inaugurada en 1951) fue el venezolano César Girón merecedor de la réplica de la Catedral Basílica Metropolitana Nuestra Señora del Rosario de Manizales la catedral más grande del país, establecida como trofeo en 1957. Manuel Caballero, torero español, ganó el trofeo tres veces consecutivas 2001, 2002 y 2003. La Temporada Taurina de Manizales llegó a su versión 66 en enero del 2021, siendo el primer festejo oficial de la feria llevado a cabo de manera virtual a causa de la enfermedad por COVID-19 que afecta a la ciudad y al país desde mediados de marzo del año 2020.
El Instituto de Cultura y Turismo (anteriormente Fomento y Turismo) otorga desde 1.958, mediante jurado, el Cordón de la Feria “Mario Vélez Escobar”. Se hacen merecedores de esta honrosa condecoración personas naturales o entidades que buscan que la Feria de Manizales gane prestigio Nacional e Internacional y que la ciudad ocupe un sitio privilegiado en Colombia.

### Himno de la feria
El pasodoble taurino «Feria de Manizales», con letra del poeta caldense Guillermo González Ospina—natural del entonces corregimiento de Belén de Umbría, por aquel tiempo adscrito a Anserma—y música del compositor valenciano Juan Mari Asins, fue estrenado en 1957. Mediante decreto municipal, en 1978 se adoptó oficialmente como himno de la feria. Estudios musicológicos señalan que su estructura se inspira en el célebre pasodoble español «España cañí» (1923), obra de Pascual Marquina Narro.

## Eventos

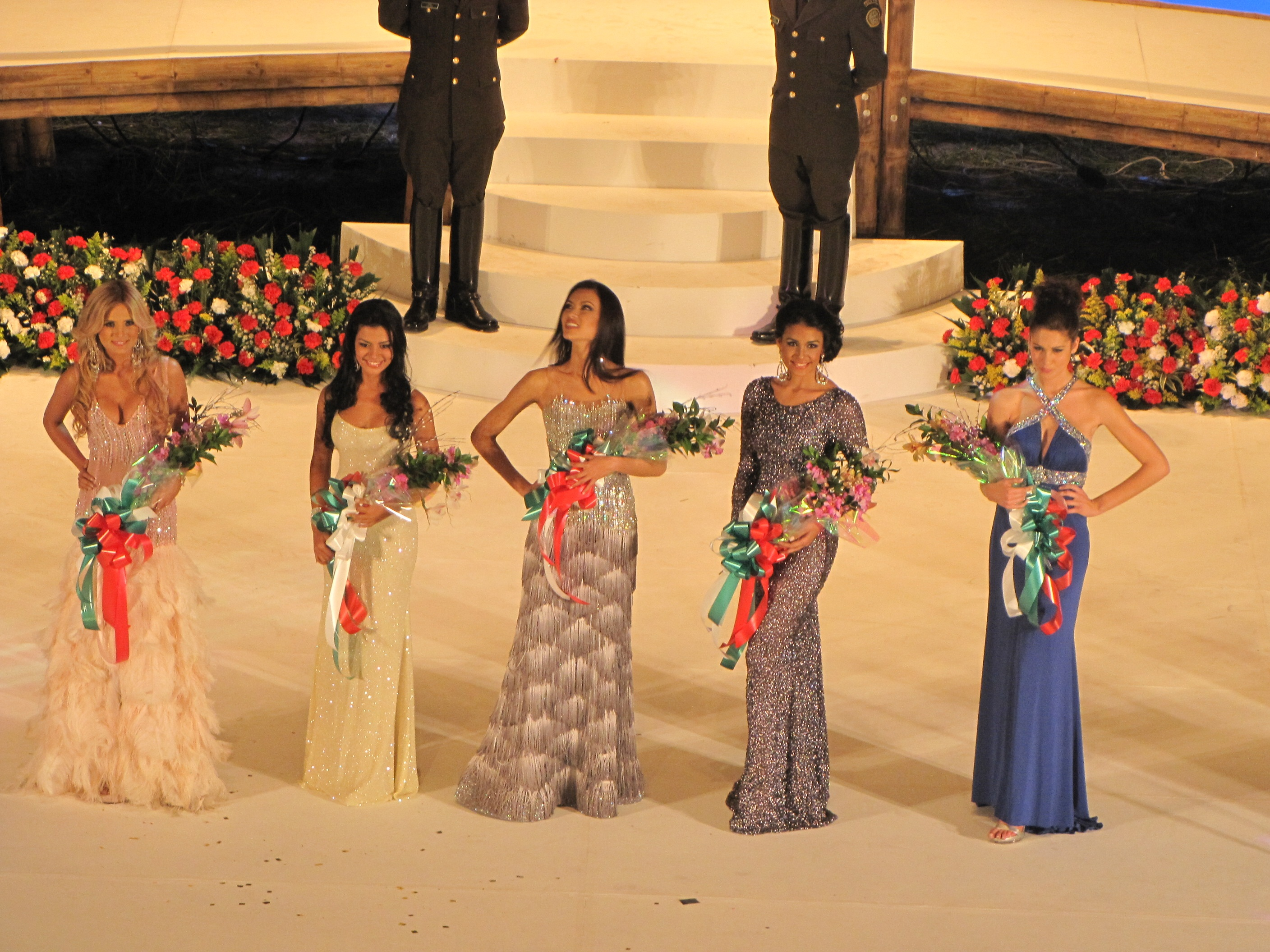
Finalistas del Reinado Internacional del Café, año 2011.

| - Cultural - Reinado Internacional del Café - Desfile de Bienvenida - Desfile carretas del rocío - Desfile de las naciones - Desfile de la Macarena - Temporada Taurina - Feria Artesanal - Mercado Persa | - Deporte - Torneo de fútbol - Torneo BMX - Circuito Ciclístico - Válida promocional de velocidad - Torneo Internacional de Billar a tres bandas - Carritos de balineras - Campeonato Nacional de Fútbol de Salón - Válida de Karts | - Diversión - SplashWay - Yarumos mágico - Slide Pool - Cabalgata Feria de Manizales - Conciertos Fondas y Arrieria - Carpas y/o casetas - Cine - Festival de Tango - Festival Folclórico - Festival de la Trova | - Conciertos - Salsa - Reguetón - Popular - Hip-Hop - Rock - Festival Electrónico - ON FESTIVAL - Gran noche musical - Súper concierto de la Feria |

- Están sujetos a cambios

## Fiestas religiosas principales de la región Andina
| - Fiesta de la Candelaria. - Carnaval de blancos y negros. - Fiestas de San Juan y San Pedro. - La Fiesta del Corpus Christi. | - La Feria de Manizales. - Desfile de Silleteros. - Festival Internacional de la Cultura. - Feria de Cali. |